# فلاديمير ليبيد
فلاديمير ليبيد (بالأوكرانية: Лебідь Володимир Анатолійович)‏ (بالروسية: Владимир Анатольевич Лебедь)‏ هو لاعب كرة قدم روسي وأوكراني في مركز الهجوم، ولد في 17 أغسطس 1973 في خيرسون في أوكرانيا. شارك مع منتخب روسيا لكرة القدم. أما مع النوادي، فقد لعب مع ألانيا وإف سي موسكو وتشورنومورتس أوديسا وزينيت سانت بطرسبرغ وسيسكا موسكو ونادي دنيبرو دنيبروبتروفسك.

## وصلات خارجية
- فلاديمير ليبيد على موقع اتحاد أوكرانيا (الإنجليزية)
- فلاديمير ليبيد على موقع قاعدة بيانات كرة القدم.إي يو (الإنجليزية)
- فلاديمير ليبيد على موقع ناشيونال فوتبول تيمز (الإنجليزية)
- فلاديمير ليبيد على موقع Soccerway.com (الإنجليزية)